# Maritim fremdrivningssystem
Fremdrivningssystemet i et søfartøj, er en samling komponenter, som har til opgave at understøtte og medvirke til overførsel af fremdrivningsmaskineriets frembragte effekt til skibets drivskrue.
Der kan være indtil flere systemer i et enkelt fartøj, afhængig af antallet drivskruer, som oftest en skrue, men der kan være flere.

## Komponenter
Afhængig af placeringen af maskineriet består fremdrivnings-systemet af følgende komponenter:
- Fremdrivningsmaskineri, kan eksempelvis bestå af langsomtgående dieselmotor, hurtigtgående dieselmotor, dieselgenerator, (dieselelektrisk drift), gasturbine , dampturbine
- Elektromotor, til diesel- og turboelektrisk drift.
- Reduktionsgearkasse, dog kun i forbindelse hurtigtgående maskineri, hvor omdrejningshastighederne ligger over ca. 200 rpm.
- Trykleje, eller trykaksel, der overfører drivskruens langskibs tryk til skibet.

Lejet kan være fritstående eller en integreret del af reduktionsgearkassen.
- Mellemaksel, kan omfatte en eller flere aksler, som løber igennem en tunnel.
- Bærelejer, anvendes til understøtning af mellemaksel.
- Skrueaksel eller propelleraksel, anbragt i en gennemføring, agter i skibet (stævnrør).
- Stævnrør, forbinder det indre af skibet med søen. Røret lejrer skrueakslen og er er forsynet med en pakning i hver ende for at forhindre indtrængen af vand.
- Stævnrørspakdåse – skaber vandtæthed i stævnrøret.
- Drivskrue – overførte effekt skaber fremdrift for skibet

## Ekstern henvisning og kilde
- Skibsmotorlære af Christen Knak Arkiveret 5. april 2022 hos  Wayback Machine ISBN 978-87-12-03901-3